# زيركوه (كوهمرة خامي)
زیرکوه (بالإنجليزية: Zirkuh)‏ هي منطقة سكنية تقع في إيران في كهكيلويه وبوير أحمد. يقدر عدد سكانها بـ 50 نسمة .